# Mitglieder der Widerstandsgruppe Schumann-Engert-Kresse
Diese Aufstellung ist eine Übersicht der Mitglieder der Widerstandsgruppe Schumann-Engert-Kresse inklusive vieler Lebensdaten. Die Tabelle erhebt keinen Anspruch auf Vollständigkeit.
| Name                                     | REF   | Gruppe, Partei, Bewegung, Gewerkschaft, Netzwerk, Maquis | Geburtsort                      | Geburtsjahr | Sterbejahr | Sterbeort                    | Beruf                                                                                    | Anmerkung, Bemerkung, Sonstiges                                                        | Untergruppe / Betriebszelle |
| ---------------------------------------- | ----- | -------------------------------------------------------- | ------------------------------- | ----------- | ---------- | ---------------------------- | ---------------------------------------------------------------------------------------- | -------------------------------------------------------------------------------------- | --------------------------- |
| Ernst Adler                              | [ 1 ] | Schumann-Engert-Kresse-Gruppem KPD                       | Saint-Julien-lès-Metz           | 1898        | 1981       |                              | Bibliothekar                                                                             |                                                                                        |                             |
| Erich Behnke                             |       | Schumann-Engert-Kresse-Gruppe                            | Berlin                          | 1893        | 1977       | Halle (Saale)                | Angestellter, Politiker                                                                  | (2. Weltkrieg überlebt)                                                                |                             |
| Georg Boock                              |       | Schumann-Engert-Kresse-Gruppe                            | Berlin                          | 1891        | 1961       | Erfurt                       | Verwaltungsbeamter, Kommunalpolitiker                                                    | (2. Weltkrieg überlebt)                                                                |                             |
| Gerhard Ellrodt                          |       | Schumann-Engert-Kresse-Gruppe                            |                                 | 1909        | 1949       |                              | Mechaniker, Schriftsetzer                                                                | (2. Weltkrieg überlebt)                                                                |                             |
| Otto Engert                              |       | Schumann-Engert-Kresse-Gruppe                            | Prößdorf, Sachsen-Altenburg     | 1895        | 1945       | Dresden                      | Politiker, Zimmermann                                                                    | (2. Weltkrieg nicht überlebt)                                                          |                             |
| Alfred Frank                             |       | Schumann-Engert-Kresse-Gruppe                            | Lahr in Baden                   | 1884        | 1945       | Dresden                      | Maler, Grafiker, Lithograph                                                              | (2. Weltkrieg nicht überlebt)                                                          |                             |
| Karl Gelbke                              |       | Schumann-Engert-Kresse-Gruppe                            | Rochlitz                        | 1899        | 1965       | Leipzig                      | Arzt                                                                                     | (2. Weltkrieg überlebt)                                                                |                             |
| Wilhelm Grothaus                         |       | Schumann-Engert-Kresse-Gruppe                            | Herten                          | 1893        | 1965       | Recklinghausen               | Politiker, Steinsetzer, Landarbeiter, Gerichtsschreiber, Lohnbuchhalter, Geschäftsführer | (2. Weltkrieg überlebt)                                                                | Dresden                     |
| Hugo Günther                             |       | Schumann-Engert-Kresse-Gruppe, SPD, KPD, KPO/KPDO        | Bad Berka                       | 1891        | 1954       |                              | Versicherungsdirektor, Heizungsmonteur, Parteifunktionär                                 | (2. Weltkrieg überlebt)                                                                |                             |
| Wolfgang Heinze                          |       | Schumann-Engert-Kresse-Gruppe                            | Angermünde                      | 1911        | 1945       | Dresden                      | Jurist                                                                                   | (2. Weltkrieg nicht überlebt, arbeitete mit Alfred Frank zusammen)                     |                             |
| Arthur Hoffmann                          |       | Schumann-Engert-Kresse-Gruppe                            | Wichelsdorf, Landkreis Sprottau | 1900        | 1945       | Dresden                      | Zimmermann                                                                               | (2. Weltkrieg nicht überlebt)                                                          |                             |
| Karl Jungbluth                           |       | Schumann-Engert-Kresse-Gruppe                            | Hannover                        | 1903        | 1945       | Dresden                      | Optiker                                                                                  | (2. Weltkrieg nicht überlebt)                                                          |                             |
| Alfred Kästner                           |       | Schumann-Engert-Kresse-Gruppe                            | Leipzig                         | 1882        | 1945       | Lindenthal bei Leipzig       | Holzkaufmann                                                                             | (2. Weltkrieg nicht überlebt) In einer Kiesgrube bei Lindenthal von der SS erschossen. |                             |
| Kurt Kresse                              |       | Schumann-Engert-Kresse-Gruppe                            | Leipzig                         | 1904        | 1945       | Dresden                      | Buchdrucker, Bergarbeiter                                                                | (2. Weltkrieg nicht überlebt)                                                          |                             |
| Kurt Kühn                                |       | Schumann-Engert-Kresse-Gruppe, KPD, RGO                  | Merseburg                       | 1898        | 1963       |                              | Politiker                                                                                | (2. Weltkrieg überlebt)                                                                |                             |
| Franz Lehmann                            |       | Schumann-Engert-Kresse-Gruppe                            | Schlaitz                        | 1899        | 1945       | Dresden                      | Betriebsrat, Hilfsdreher,                                                                | (2. Weltkrieg nicht überlebt, Tod durch Luftangriff)                                   |                             |
| Fritz Richard Leopold Lehmann            |       | Schumann-Engert-Kresse-Gruppe                            | Wien                            | 1900        | 1945       | Dresden                      | Redakteur, Handelsvertreter                                                              | (2. Weltkrieg nicht überlebt)                                                          |                             |
| Wilhelm Plesse                           | [ 2 ] | Schumann-Engert-Kresse-Gruppe                            |                                 | 1915        | 1944       | Halle (Saale)                | Tischler                                                                                 | (2. Weltkrieg nicht überlebt)                                                          |                             |
| Franz Rekowski                           |       | Schumann-Engert-Kresse-Gruppe                            | Dziengel                        | 1891        | 1945       | Zuchthaus Coswig             | Arbeiter, Gelegenheitsarbeiter                                                           | (2. Weltkrieg nicht überlebt)                                                          |                             |
| Willi Sänger                             |       | Schumann-Engert-Kresse-Gruppe                            | Berlin                          | 1894        | 1944       | Zuchthaus Brandenburg-Görden | Kaufmann, Buchhalter                                                                     | Kontaktperson zur Saefkow-Jacob-Bästlein-Organisation                                  |                             |
| Hugo Saupe                               |       | Schumann-Engert-Kresse-Gruppe                            | Reudnitz bei Leipzig            | 1883        | 1957       |                              | Lithograph, Politiker                                                                    | (2. Weltkrieg überlebt)                                                                |                             |
| Georg Schumann                           |       | Schumann-Engert-Kresse-Gruppe, SPD, KPD                  | Reudnitz, Sachsen               | 1886        | 1945       | Dresden                      | Werkzeugmacher, Redakteur                                                                | (2. Weltkrieg nicht überlebt)                                                          |                             |
| Horst Schumann (Sohn von Georg Schumann) |       | Schumann-Engert-Kresse-Gruppe                            | Berlin                          | 1924        | 1993       | Berlin                       | Klavierbauer, Politiker                                                                  | (2. Weltkrieg überlebt)                                                                |                             |
| Georg Schwarz                            |       | Schumann-Engert-Kresse-Gruppe, SPD, USPD, KPD            | Zwenkau                         | 1896        | 1945       | Dresden                      | Bäcker, Betriebsrat                                                                      | (2. Weltkrieg nicht überlebt)                                                          |                             |
| William Zipperer                         |       | Schumann-Engert-Kresse-Gruppe                            | Dresden                         | 1884        | 1945       | Dresden                      | Reliefgraveur, Redakteur                                                                 | (2. Weltkrieg nicht überlebt)                                                          |                             |